# Superliga de Albania
La Superliga de Albania —en albanés: Kategoria Superiore, oficialmente conocido como Abissnet Superiore por motivos de patrocinio, es la máxima categoría masculina de fútbol del sistema de ligas de Albania. Se celebra desde 1930, es organizada por la Federación Albanesa de Fútbol, y se trata de la única categoría del país con estatus profesional.

## Historia
El primer torneo de fútbol de Albania del que se tienen registros se celebró en 1911, contó con la participación de ocho clubes bajo eliminación directa y terminó con el triunfo del equipo representativo de Tirana. Sin embargo, este campeonato no goza de consideración oficial y durante décadas el deporte estuvo limitado a torneos locales. La Federación Albanesa de Fútbol, fundada en 1930, organizó ese mismo año el primer campeonato de liga nacional; en este caso participaron seis equipos y el KF Tirana se proclamó campeón porque el rival que quedó segundo, el Skënderbeu Korçë, se negó a jugar un partido final de desempate.
El campeonato albanés quedó interrumpido seis años debido a la Segunda Guerra Mundial. Durante la invasión italiana se disputaron tres temporadas en 1939, 1940 y 1942, pero la FSHF no las ha reconocido nunca oficialmente. Al término del conflicto, Albania recobró su independencia bajo una república socialista: los clubes existentes fueron intervenidos y se crearon otros nuevos de inspiración socialista, entre ellos el Partizani y el Dinamo, que junto con el K. F. Tirana —renombrado 17 Nëntori— pasaron a controlar el fútbol nacional. Desde la temporada 1962-63, el torneo se celebra en los meses de otoño a primavera.
Con la llegada de la democracia en 1992, los clubes asumieron el profesionalismo y afrontaron un nuevo escenario donde los mejores futbolistas ya podían marcharse a otras ligas más potentes. A partir de la temporada 2003-04, el campeonato nacional pasó a llamarse «Categoría Superior» (Kategoria Superiore) y redujo su número a diez participantes. Después de décadas dominadas por entidades de la capital, el Skënderbeu Korçë se convirtió en el club más laureado en la década de 2010, hasta que en 2016 fue sancionado por su implicación en una trama de amaños deportivos.

## Participantes

### Temporada 2025-2026
| Equipos            | Ciudad     | Estadio                 | Capacidad |
| ------------------ | ---------- | ----------------------- | --------- |
| KS Bylis           | Ballsh     | Estadio Adush Muça      | 6.500     |
| FC Dinamo City     | Tirana     | Estadio Niko Dovana     | 12.000    |
| KF Egnatia         | Rrogozhinë | Egnatia Arena           | 4.000     |
| AF Elbasani        | Elbasan    | Elbasan Arena           | 12.800    |
| Flamurtari FC      | Vlore      | Flamurtari Stadium      | 13.000    |
| Partizán de Tirana | Tirana     | Partizani Complex       | 4.500     |
| KF Teuta           | Durrës     | Estadio Niko Dovana     | 12.000    |
| KF Tirana          | Tirana     | Estadio Selman Stërmasi | 10.000    |
| Vllaznia Shkodër   | Shkodër    | Estadio Loro Boriçi     | 16.000    |
| FK Vora            | Vore       | Fusha Sportive Marqinet | 1.000     |

## Sistema de competición
La Superliga de Albania es un torneo organizado y regulado por la Federación Albanesa de Fútbol (FSHF), conjuntamente con el resto de categorías inferiores, y es la única liga profesional del país. Se disputa desde principios de agosto hasta el final de mayo del siguiente año.
La categoría consta de un grupo único integrado por diez equipos. Siguiendo un sistema de liga, se enfrentan todos contra todos en cuatro ocasiones —dos en campo propio y dos en el contrario— hasta sumar 36 jornadas. El orden de los encuentros se decide por sorteo antes de empezar la competición.
La clasificación de la fase regular se establece con arreglo a los puntos totales obtenidos por cada equipo al finalizar el campeonato. Los equipos obtienen tres puntos por cada partido ganado, un punto por cada empate y ningún punto por los partidos perdidos. Si al finalizar el campeonato dos equipos igualan a puntos, los mecanismos para desempatar la clasificación son los siguientes:
1. El que tenga la puntuación más alta entre los equipos implicados, según los partidos jugados entre ellos.
2. El que tenga una mayor diferencia entre goles a favor y en contra, según el resultado de los partidos jugados entre ellos.
3. El que tenga la mayor diferencia de goles a favor, teniendo en cuenta todos los obtenidos y recibidos en el transcurso de la competición.
4. Diferencia de goles total, goles anotados y número de empates.

Desde la temporada 2023-24 se modificó el sistema de competencia para determinar al campeón con la introducción de una final a cuatro. Los cuatro mejores clasificados de la fase regular son divididos en dos llaves eliminatorias, los ganadores de ambos juegos pasarán a disputar la final en donde el ganador será proclamado campeón de Liga y tendrá el derecho a disputar la ronda preliminar de la Liga de Campeones de la UEFA. El perdedor del partido final y el ganador del juego por el tercer lugar, así como el vencedor de la Copa de Albania, obtienen una plaza para la ronda preliminar de la Liga Europa Conferencia de la UEFA. En caso de que el campeón de Copa coincida con los tres primeros clasificados, la plaza pasa automáticamente al cuarto mejor equipo de la temporada.
Los dos últimos clasificados descienden a Primera División y son reemplazados por los campeones de grupo de la fase de ascenso. El antepenúltimo clasificado deberá jugar una final a partido único contra el subcampeón de la fase de ascenso.

## Historial
Nota: Nombres de los equipos según la época.
| Temporada                      | Campeón                                           | Subcampeón                                        | Tercero                                           | Notas                                                                                                |
| Campeonato Nacional de Albania | Campeonato Nacional de Albania                    | Campeonato Nacional de Albania                    | Campeonato Nacional de Albania                    | Campeonato Nacional de Albania                                                                       |
| ------------------------------ | ------------------------------------------------- | ------------------------------------------------- | ------------------------------------------------- | --- |
| 1930                           | KF Tirana                                         | Skënderbeu                                        | Bashkimi Shkodran                                 | |
| 1931                           | KF Tirana                                         | KF Teuta                                          | -                                                 | Fase de grupos y final.                                                                              |
| 1932                           | KF Tirana                                         | Bashkimi Shkodran                                 | KF Teuta                                          | |
| 1933                           | Skënderbeu Korçë                                  | Bashkimi Shkodran                                 | KF Teuta                                          | |
| 1934                           | KF Tirana                                         | Skënderbeu Korçë                                  | Bashkimi Shkodran                                 | |
| 1935                           | No disputado.                                     | No disputado.                                     | No disputado.                                     | No disputado.                                                                                        |
| 1936                           | KF Tirana                                         | Vllaznia Shkodër                                  | KF Besa Pejë                                      | |
| 1937                           | KF Tirana                                         | Vllaznia Shkodër                                  | KF Besa Pejë                                      | |
| 1938                           | No disputado por la invasión italiana de Albania. | No disputado por la invasión italiana de Albania. | No disputado por la invasión italiana de Albania. | No disputado por la invasión italiana de Albania.                                                    |
| 1939                           | Campeonato no reconocido por la FSHF.             | Campeonato no reconocido por la FSHF.             | Campeonato no reconocido por la FSHF.             | Campeonato no reconocido por la FSHF.                                                                |
| 1940                           | Campeonato no reconocido por la FSHF.             | Campeonato no reconocido por la FSHF.             | Campeonato no reconocido por la FSHF.             | Campeonato no reconocido por la FSHF.                                                                |
| 1941                           | No disputado.                                     | No disputado.                                     | No disputado.                                     | No disputado.                                                                                        |
| 1942                           | Campeonato no reconocido por la FSHF.             | Campeonato no reconocido por la FSHF.             | Campeonato no reconocido por la FSHF.             | Campeonato no reconocido por la FSHF.                                                                |
| 1943                           | No disputado por la Segunda Guerra Mundial        | No disputado por la Segunda Guerra Mundial        | No disputado por la Segunda Guerra Mundial        | No disputado por la Segunda Guerra Mundial                                                           |
| 1944                           | No disputado por la Segunda Guerra Mundial        | No disputado por la Segunda Guerra Mundial        | No disputado por la Segunda Guerra Mundial        | No disputado por la Segunda Guerra Mundial                                                           |
| 1945                           | Vllaznia Shkodër                                  | SK Tirana                                         | KF Besa Pejë                                      | Fase de grupos y final.                                                                              |
| 1946                           | Vllaznia Shkodër                                  | Flamurtari Vlorë                                  | 17 Nëntori                                        | Fase de grupos y final.                                                                              |
| 1947                           | Partizán de Tirana                                | Vllaznia Shkodër                                  | Dinamo Korçë                                      | |
| 1948                           | Partizán de Tirana                                | Flamurtari Vlorë                                  | -                                                 | Fase de grupos y final.                                                                              |
| 1949                           | Partizán de Tirana                                | Vllaznia Shkodër                                  | Ylli i Kuq Durrës                                 | |
| 1950                           | Dinamo Tirana                                     | Partizán de Tirana                                | Vllaznia Shkodër                                  | |
| 1951                           | Dinamo Tirana                                     | Partizán de Tirana                                | Puna Tirana                                       | Campeón invicto.                                                                                     |
| 1952                           | Dinamo Tirana                                     | Partizán de Tirana                                | Puna Shkodër                                      | Fase de grupos y grupo final a seis.                                                                 |
| 1953                           | Dinamo Tirana                                     | Partizán de Tirana                                | Puna Tirana                                       | |
| 1954                           | Partizán de Tirana                                | Dinamo Tirana                                     | Puna Tirana                                       | |
| 1955                           | Dinamo Tirana                                     | Partizán de Tirana                                | Puna Tirana                                       | |
| 1956                           | Dinamo Tirana                                     | Partizán de Tirana                                | Puna Tirana                                       | |
| 1957                           | Partizán de Tirana                                | Dinamo Tirana                                     | Puna Korçë                                        | |
| 1958                           | Partizán de Tirana                                | KF Besa Pejë                                      | 17 Nëntori                                        | |
| 1959                           | Partizán de Tirana                                | 17 Nëntori                                        | Flamurtari Vlorë                                  | |
| 1960                           | Dinamo Tirana                                     | Partizán de Tirana                                | 17 Nëntori                                        | |
| 1961                           | Partizán de Tirana                                | Dinamo Tirana                                     | 17 Nëntori                                        | |
| 1962-63                        | Partizán de Tirana                                | Dinamo Tirana                                     | KF Besa Pejë                                      | Adopción del calendario europeo, liga ampliada a 12 equipos.                                         |
| 1963-64                        | Partizán de Tirana                                | Dinamo Tirana                                     | KF Besa Pejë                                      | |
| 1964-65                        | 17 Nëntori                                        | Partizán de Tirana                                | Dinamo Tirana                                     | |
| 1965-66                        | 17 Nëntori                                        | Partizán de Tirana                                | Dinamo Tirana                                     | |
| 1966-67                        | Dinamo Tirana                                     | 17 Nëntori                                        | KF Besa Pejë                                      | |
| 1968                           | 17 Nëntori                                        | Partizán de Tirana                                | Dinamo Tirana                                     | Liga ampliada a 14 equipos.                                                                          |
| 1969-70                        | 17 Nëntori                                        | Partizán de Tirana                                | Vllaznia Shkodër                                  | |
| 1970-71                        | Partizán de Tirana                                | Dinamo Tirana                                     | Vllaznia Shkodër                                  | |
| 1971-72                        | Vllaznia Shkodër                                  | 17 Nëntori                                        | Dinamo Tirana                                     | |
| 1972-73                        | Dinamo Tirana                                     | Partizán de Tirana                                | KF Besa Pejë                                      | |
| 1973-74                        | Vllaznia Shkodër                                  | Partizán de Tirana                                | KF Besa Pejë                                      | |
| 1974-75                        | Dinamo Tirana                                     | Vllaznia Shkodër                                  | Partizán de Tirana                                | |
| 1975-76                        | Dinamo Tirana                                     | 17 Nëntori                                        | Vllaznia Shkodër                                  | Liga reducida a 12 equipos.                                                                          |
| 1976-77                        | Dinamo Tirana                                     | Skënderbeu Korçë                                  | Vllaznia Shkodër                                  | |
| 1977-78                        | Vllaznia Shkodër                                  | Luftëtari Gjirokastër                             | Partizán de Tirana                                | |
| 1978-79                        | Partizán de Tirana                                | 17 Nëntori                                        | KF Besa Pejë                                      | Liga ampliada a 14 equipos.                                                                          |
| 1979-80                        | Dinamo Tirana                                     | 17 Nëntori                                        | Vllaznia Shkodër                                  | |
| 1980-81                        | Partizán de Tirana                                | Dinamo Tirana                                     | 17 Nëntori                                        | |
| 1981-82                        | 17 Nëntori                                        | Flamurtari Vlorë                                  | Dinamo Tirana                                     | |
| 1982-83                        | Vllaznia Shkodër                                  | Partizán de Tirana                                | 17 Nëntori                                        | |
| 1983-84                        | KF Elbasani                                       | 17 Nëntori                                        | Partizán de Tirana                                | |
| 1984-85                        | 17 Nëntori                                        | Dinamo Tirana                                     | Vllaznia Shkodër                                  | |
| 1985-86                        | Dinamo Tirana                                     | Flamurtari Vlorë                                  | 17 Nëntori                                        | |
| 1986-87                        | Partizán de Tirana                                | Flamurtari Vlorë                                  | Vllaznia Shkodër                                  | |
| 1987-88                        | 17 Nëntori                                        | Flamurtari Vlorë                                  | KF Labinoti                                       | |
| 1988-89                        | 17 Nëntori                                        | Partizán de Tirana                                | Dinamo Tirana                                     | Liga reducida a 12 equipos.                                                                          |
| 1989-90                        | Dinamo Tirana                                     | Partizán de Tirana                                | Flamurtari Vlorë                                  | |
| 1990-91                        | Flamurtari Vlorë                                  | Partizán de Tirana                                | KF Besa Pejë                                      | Liga ampliada a 14 equipos.                                                                          |
| 1991-92                        | Vllaznia Shkodër                                  | Partizán de Tirana                                | KF Teuta                                          | |
| 1992-93                        | Partizán de Tirana                                | KF Teuta                                          | KF Besa Pejë                                      | Liga ampliada a 16 equipos.                                                                          |
| 1993-94                        | KF Teuta                                          | KF Tirana                                         | Flamurtari Vlorë                                  | Liga reducida a 14 equipos.                                                                          |
| 1994-95                        | KF Tirana                                         | KF Teuta                                          | Partizán de Tirana                                | Liga ampliada a 16 equipos.                                                                          |
| 1995-96                        | KF Tirana                                         | KF Teuta                                          | Partizán de Tirana                                | Liga ampliada a 18 equipos.                                                                          |
| 1996-97                        | KF Tirana                                         | Vllaznia Shkodër                                  | Flamurtari Vlorë                                  | Campeonato interrumpido por el levantamiento de la lotería.                                          |
| 1997-98                        | Vllaznia Shkodër                                  | KF Tirana                                         | Partizán de Tirana                                | |
| 1998-99                        | KF Tirana                                         | Vllaznia Shkodër                                  | KF Bylis                                          | Liga reducida a 16 equipos.                                                                          |
| 1999-00                        | KF Tirana                                         | KF Tomori                                         | KF Teuta                                          | Liga reducida a 14 equipos.                                                                          |
| 2000-01                        | Vllaznia Shkodër                                  | KF Tirana                                         | Dinamo Tirana                                     | |
| 2001-02                        | Dinamo Tirana                                     | KF Tirana                                         | Partizán de Tirana                                | |
| 2002-03                        | KF Tirana                                         | Vllaznia Shkodër                                  | Partizán de Tirana                                | |
| Superliga de Albania           |                                                   |                                                   |                                                   | |
| 2003-04                        | KF Tirana                                         | Dinamo Tirana                                     | Vllaznia Shkodër                                  | Liga reducida a 10 equipos.                                                                          |
| 2004-05                        | KF Tirana                                         | KF Elbasani                                       | Dinamo Tirana                                     | |
| 2005-06                        | KF Elbasani                                       | KF Tirana                                         | Dinamo Tirana                                     | |
| 2006-07                        | KF Tirana                                         | KF Teuta                                          | Vllaznia Shkodër                                  | Liga ampliada a 12 equipos.                                                                          |
| 2007-08                        | Dinamo Tirana                                     | Partizán de Tirana                                | KF Besa Pejë                                      | |
| 2008-09                        | KF Tirana                                         | Vllaznia Shkodër                                  | Dinamo Tirana                                     | |
| 2009-10                        | Dinamo Tirana                                     | KF Besa Pejë                                      | KF Tirana                                         | |
| 2010-11                        | Skënderbeu Korçë                                  | Flamurtari Vlorë                                  | Vllaznia Shkodër                                  | |
| 2011-12                        | Skënderbeu Korçë                                  | KF Teuta                                          | KF Tirana                                         | Liga ampliada a 14 equipos.                                                                          |
| 2012-13                        | Skënderbeu Korçë                                  | FK Kukësi                                         | KF Teuta                                          | Liga reducida a 12 equipos.                                                                          |
| 2013-14                        | Skënderbeu Korçë                                  | FK Kukësi                                         | KF Laçi                                           | Liga reducida a 10 equipos.                                                                          |
| 2014-15                        | Skënderbeu Korçë                                  | FK Kukësi                                         | Partizán de Tirana                                | |
| 2015-16                        | Skënderbeu Korçë (título anulado)                 | Partizán de Tirana                                | FK Kukësi                                         | La FSHF retiró el título de liga al Skënderbeu por su implicación en una trama de amaños deportivos. |
| 2016-17                        | FK Kukësi                                         | Partizán de Tirana                                | Skënderbeu Korçë                                  | |
| 2017-18                        | Skënderbeu Korçë                                  | FK Kukësi                                         | Luftëtari Gjirokastër                             | |
| 2018-19                        | Partizán de Tirana                                | FK Kukësi                                         | KF Teuta                                          | |
| 2019-20                        | KF Tirana                                         | FK Kukësi                                         | KF Laçi                                           | Campeonato interrumpido por la pandemia de COVID-19.                                                 |
| 2020-21                        | KF Teuta                                          | Vllaznia Shkodër                                  | Partizán de Tirana                                | |
| 2021-22                        | KF Tirana                                         | KF Laçi                                           | Partizán de Tirana                                | |
| 2022-23                        | Partizán de Tirana                                | KF Tirana                                         | KF Egnatia                                        | |
| 2023-24                        | KF Egnatia                                        | Partizán de Tirana                                | Skënderbeu Korçë                                  | Introducción de final a cuatro para definir al campeón de la temporada.                              |
| 2024-25                        | KF Egnatia                                        | Vllaznia Shkodër                                  | Partizán de Tirana                                | |

## Palmarés
Desde la primera edición disputada en 1930, solo nueve equipos han logrado proclamarse campeones de liga en al menos una ocasión. Los clubes albaneses tienen la costumbre de añadir una «estrella de campeón» por cada diez títulos conquistados, si bien no es una práctica reconocida oficialmente por la FSHF. El primer equipo que lo hizo fue el Partizán de Tirana en 1964.
| Club                                                | Campeón | Subcamp. | Años de los campeonatos |
| --------------------------------------------------- | ------- | -------- | --- |
| KF Tirana                                           | 26      | 14       | 1930, 1931, 1932, 1934, 1936, 1937, 1965, 1966, 1968, 1970, 1982, 1985, 1988, 1989, 1995, 1996, 1997, 1999, 2000, 2003, 2004, 2005, 2007, 2009, 2020, 2022 |
| FK Dinamo Tirana                                    | 18      | 9        | 1950, 1951, 1952, 1953, 1955, 1956, 1960, 1967, 1973, 1975, 1976, 1977, 1980, 1986, 1990, 2002, 2008, 2010                                                 |
| Partizán de Tirana                                  | 17      | 22       | 1947, 1948, 1949, 1954, 1957, 1958, 1959, 1961, 1963, 1964, 1971, 1979, 1981, 1987, 1993, 2019, 2023                                                       |
| KS Vllaznia Shkodër                                 | 9       | 13       | 1945, 1946, 1972, 1974, 1978, 1983, 1992, 1998, 2001 |
| KF Skënderbeu Korçë                                 | 7       | 3        | 1933, 2011, 2012, 2013, 2014, 2015, 2018 |
| KF Teuta Durrës                                     | 2       | 6        | 1994, 2021 |
| KF Elbasani                                         | 2       | 1        | 1984, 2006 |
| KF Egnatia Rrogozhinë                               | 2       | –        | 2024, 2025 |
| KS Flamurtari Vlorë                                 | 1       | 7        | 1991 |
| FK Kukësi                                           | 1       | 6        | 2017 |
| KF Besa Pejë                                        | –       | 2        | |
| KF Laçi                                             | –       | 1        | |
| KS Luftëtari Gjirokastër                            | –       | 1        | |
| KS Tomori Berat                                     | –       | 1        | |
| Título otorgado y posteriormente retirado           |         |          | 2016 |
| Campeonato no reconocido por la FSHF o no disputado |         |          | 1935, 1938, 1939, 1940, 1941, 1942, 1943, 1944 |